# Barbus longiceps
Barbus longiceps es una especie de peces de la familia de los Cyprinidae en el orden de los Cypriniformes.

## Morfología
Los machos pueden llegar alcanzar los 50 cm de longitud total. Y las hembras 70cm de longitud

## Hábitat
Es un pez de agua dulce.

## Distribución geográfica
Se encuentra en el río Jordán.  